# Tsutomu Imamura
Tsutomu Imamura (jap. 今村力 Imamura Tsutomu; * 1943 in Tokio, Japan; in manchen Credits wird der Vorname 力 auch als Chikara gelesen) ist ein japanischer Szenenbildner.
Sein Debüt als Szenenbildner gab er 1979 bei Hiroto Yokoyamas Jun. 1982 war er für seine Arbeit an Shunya Itos Kriminalfilm Yūkai hōdō erstmals für den Japanese Academy Award in der Kategorie Bestes Szenenbild nominiert. Für Ma no toki und Yasha, beide unter der Regie Yasuo Furuhatas, sowie für Yoshimitsu Moritas Verfilmung eines Buches von Sōseki Natsume, Sorekara, gewann er beim Mainichi-Filmwettbewerb 1986 den Szenenbildpreis. Für diese drei Filme und für Yoshikuni Matsunagas Kekkon annai mystery wurde er 1986 außerdem für den Japanese Academy Award nominiert. 1987 folgte für Kyabare und A-Hōmansu eine weitere Japanese-Academy-Award-Nominierung.
Mit Yoshimitsu Morita arbeitete er noch vier weitere Male zusammen. So entstanden mit ihm beispielsweise 1989 Kitchen nach Banana Yoshimoto und 1992 Mirai no omoide: Last Christmas nach dem Manga-Zeichner Fujiko F. Fujio.
Imamura kreierte das Szenenbild für mehrere Filme des Regisseurs Yoichi Sai, so für Wo liegt der Mond? (1993) und Mākusu no yama (1995). Ebenso zusammen mit Sai entstand der Film Ein Hund namens Quill, der das Leben und die Ausbildung eines Blindenhundes in Japan zeigt.

## Filmografie (Auswahl)
- 1979: Jun
- 1980: Mister Don Hyōe
- 1980: Yajū shisubeshi
- 1981: Yokohama BJ Blues
- 1981: Kemono-tachi no atsui nemuri
- 1982: Yūkai hōdō
- 1982: Yogoreta eiyū
- 1983: Satomi hakken-den
- 1985: Ma no toki
- 1985: Kekkon annai mystery
- 1985: Yasha
- 1985: Sorekara
- 1986: Kyabare
- 1986: A-Hōmansu
- 1986: Shinshi dōmei
- 1987: Kuroi doresu no onna
- 1989: A Sign Days
- 1989: Ai to heisei no iro – Otoko
- 1989: Kitchen
- 1990: Onna ga ichiban niau shokugyo
- 1991: Oishii kekkon
- 1992: Mirai no omoide: Last Christmas
- 1992: Das Action-Massaker (Itsuka giragirasuruhi)
- 1993: Wo liegt der Mond? (Tsuki wa dotchi ni dete iru)
- 1994: Menkyo ga nai!
- 1994: Bi bappu haisukuru
- 1995: Heisei musekinin-ikka: Tokyo de luxe
- 1995: Mākusu no yama
- 1995: Nemureru bijo
- 1996: Kiri no shigosen
- 1997: Toki o kakeru shōjo
- 1998: Inu hashiru
- 1999: Kyohansha
- 2004: Ein Hund namens Quill (Quill)
- 2005: Rinjin 13-gō